# Ligue des nations féminine de volley-ball 2021
 (juin 2021).
Si vous disposez d'ouvrages ou d'articles de référence ou si vous connaissez des sites web de qualité traitant du thème abordé ici, merci de compléter l'article en donnant les références utiles à sa vérifiabilité et en les liant à la section « Notes et références ».
Navigation
2019 2022
La 3e édition de la Ligue des nations féminine de volley-ball se déroule du 25 mai au 20 juin 2021, pour la phase préliminaire et du 24 juin au 25 juin 2021 pour la phase finale.
La compétition se joue intégralement à Rimini en Italie et sans spectateurs, en raison de la pandémie de Covid-19.

## Format de la compétition

### Tour préliminaire
Les 16 équipes — à savoir les 12 équipes « récurrentes » (Allemagne, Brésil, Chine, Corée du Sud, États-Unis, Italie, Japon, Pays-Bas, Russie, Serbie, Thaïlande et Turquie), ainsi que les 4 équipes « challengers » (Belgique, Canada, Pologne et République dominicaine) — participent à une phase de groupes. Toutes les équipes s'affrontent entre elles pendant cinq semaines pour 120 matchs.
Les quatre meilleures équipes après le tour préliminaire participent au tour final.
Cette année, il n'y aura ni relégation ni promotion. En 2022, les seize équipes seront les mêmes.

### Phase finale
Les quatre équipes qualifiées jouent dans des matchs à élimination directe sous forme de demi-finales. Les vainqueurs se qualifient pour la grande finale de la Ligue des Nations, les vaincus disputent la petite finale.

## Salle
| Tous les matchs |
| --------------- |
| Rimini, Italie  |
| Rimini Fiera    |
| Capacité: 0     |
|                 |

## Classement

### Critères de départage
Le classement général se fait de la façon suivante :
1. plus grand nombre de victoires ;
2. plus grand nombre de victoire à 3 points (3-0 ou 3-1) ;
3. plus grand nombre de victoire à 2 points (3-2) ;
4. plus grand nombre de matchs perdus par forfait ;
5. plus grand ratio de sets pour/contre ;
6. plus grand ratio de points pour/contre ;
7. Résultat de la confrontation directe ;
8. si, après l’application des critères 1 à 7, plusieurs équipes sont toujours à égalité, les critères 1 à 7 sont à nouveau appliqués exclusivement aux matches entre les équipes concernées afin de déterminer leur classement final.

### Légende du classement
Rappel – Une équipe marque :
- 3 points pour une victoire sans tie-break (colonne G) ;
- 2 points pour une victoire au tie-break (Gt) ;
- 1 point pour une défaite au tie-break (Pt) ;
- 0 point pour une défaite sans tie-break (P) ;

### Tour préliminaire
Source : FIVB
| #  | Équipe                 | Pts | J  | G  | Gt | Pt | P  | Sp | Sc | Ratio | Pp   | Pc   | Ratio |
| 1  | États-Unis             | 42  | 15 | 14 | 0  | 0  | 1  | 42 | 7  | 6     | 1199 | 931  | 1.288 |
| 2  | Brésil                 | 40  | 15 | 13 | 0  | 1  | 1  | 42 | 10 | 4.2   | 1251 | 954  | 1.311 |
| 3  | Japon                  | 33  | 15 | 9  | 3  | 0  | 3  | 36 | 18 | 2     | 1245 | 1113 | 1.119 |
| 4  | Turquie                | 30  | 15 | 8  | 3  | 0  | 4  | 37 | 21 | 1.762 | 1304 | 1237 | 1.054 |
| 5  | Chine                  | 30  | 15 | 8  | 2  | 2  | 3  | 35 | 21 | 1.667 | 1254 | 1152 | 1.089 |
| 6  | République dominicaine | 29  | 15 | 8  | 1  | 4  | 3  | 34 | 25 | 1.36  | 1319 | 1306 | 1.01  |
| 7  | Pays-Bas               | 25  | 15 | 6  | 3  | 1  | 5  | 30 | 26 | 1.154 | 1265 | 1219 | 1.038 |
| 8  | Russie                 | 24  | 15 | 6  | 2  | 2  | 5  | 30 | 26 | 1.154 | 1210 | 1180 | 1.025 |
| 9  | Belgique               | 19  | 15 | 1  | 6  | 1  | 6  | 27 | 34 | 0.794 | 1282 | 1333 | 0.962 |
| 10 | Allemagne              | 16  | 15 | 4  | 1  | 2  | 8  | 22 | 32 | 0.688 | 1167 | 1224 | 0.953 |
| 11 | Pologne                | 15  | 15 | 2  | 3  | 3  | 7  | 24 | 36 | 0.667 | 1309 | 1335 | 0.981 |
| 12 | Italie                 | 16  | 15 | 4  | 0  | 4  | 7  | 24 | 35 | 0.686 | 1282 | 1347 | 0.952 |
| 13 | Serbie                 | 14  | 15 | 4  | 0  | 2  | 9  | 19 | 36 | 0.528 | 1115 | 1274 | 0.875 |
| 14 | Canada                 | 11  | 15 | 2  | 1  | 3  | 9  | 17 | 39 | 0.436 | 1094 | 1309 | 0.836 |
| 15 | Corée du Sud           | 10  | 15 | 2  | 1  | 2  | 10 | 16 | 40 | 0.4   | 1157 | 1298 | 0.891 |
| 16 | Thaïlande              | 6   | 15 | 2  | 0  | 0  | 13 | 11 | 40 | 0.275 | 983  | 1224 | 0.803 |

## Tour préliminaire
Source : FIVB

## Phase finale
- Lieu:  Rimini Fiera, Rimini, Italie
- Fuseau horaire: UTC+01:00

### Final Four
|  | Demi-finales | Demi-finales |                        |   | Finale  | Finale  |
|  | Demi-finales | Demi-finales |                        |   | Finale  | Finale  |
|  |              |              |                        |   |         |         |
|  | 24 juin      | 24 juin      |                        |   | 25 juin | 25 juin |
|  | 24 juin      | 24 juin      |                        |   | 25 juin | 25 juin |
|  | Brésil       | 3            |                        |   | 25 juin | 25 juin |
|  | Brésil       | 3            |                        |   | 25 juin | 25 juin |
|  | Japon        | 1            |                        |   | 25 juin | 25 juin |
|  | Japon        | 1            | Brésil                 | 1 |         |         |
|  | 24 juin      |              | Brésil                 | 1 |         |         |
|  |              | États-Unis   | 3                      |   |         |         |
|  | États-Unis   | États-Unis   | 3                      | 3 |         |         |
|  | États-Unis   |              |                        | 3 |         |         |
|  | Turquie      | 0            |                        |   |         |         |
|  | Turquie      | 0            | Match pour la 3e place |   |         |         |
|  |              |              |                        |   |         |         |
|  | 25 juin      |              |                        |   |         |         |
|  |              |              |                        |   |         |         |
|  | Japon        | 0            |                        |   |         |         |
|  | Japon        | 0            |                        |   |         |         |
|  | Turquie      | 3            |                        |   |         |         |
|  | Turquie      | 3            |                        |   |         |         |

## Classement final
| Place              | Équipe                 |
| ------------------ | ---------------------- |
| Médaille d'or      | États-Unis             |
| Médaille d'argent  | Brésil                 |
| Médaille de bronze | Turquie                |
| 4                  | Japon                  |
| 5                  | Chine                  |
| 6                  | République dominicaine |
| 7                  | Pays-Bas               |
| 8                  | Russie                 |
| 9                  | Belgique               |
| 10                 | Allemagne              |
| 11                 | Pologne                |
| 12                 | Italie                 |
| 13                 | Serbie                 |
| 14                 | Canada                 |
| 15                 | Corée du Sud           |
| 16                 | Thaïlande              |

## Récompenses
| - MVP Michelle Bartsch-Hackley - Meilleure passeuse Jordyn Poulter - Meilleures réceptionneuses-attaquantes Michelle Bartsch-Hackley Gabriela Guimarães | - Meilleures centrales Eda Erdem Dündar Carol Gattaz - Meilleure pointue Tandara Caixeta - Meilleure libéro Justine Wong-Orantes |